# 弗鲁瓦西
弗鲁瓦西（法語：Froissy，法語發音：[fʁwasi]）是法国瓦兹省的一个市镇，位于该省北部略偏西，属于克莱蒙区。

## 地理
弗鲁瓦西（49°34'1"N, 2°13'16"E）面积6.56 平方千米，位于法国上法蘭西大區瓦兹省，该省份为法国北部内陆省份，北起索姆省，西接厄尔省和滨海塞纳省，南至塞纳-马恩省和瓦兹河谷省，东临埃纳省。
与弗鲁瓦西接壤的市镇（或旧市镇、城区）包括：拉绍塞迪布瓦代屈、迈松塞勒蒂勒里、努瓦雷蒙、皮拉瓦莱、圣厄苏瓦。

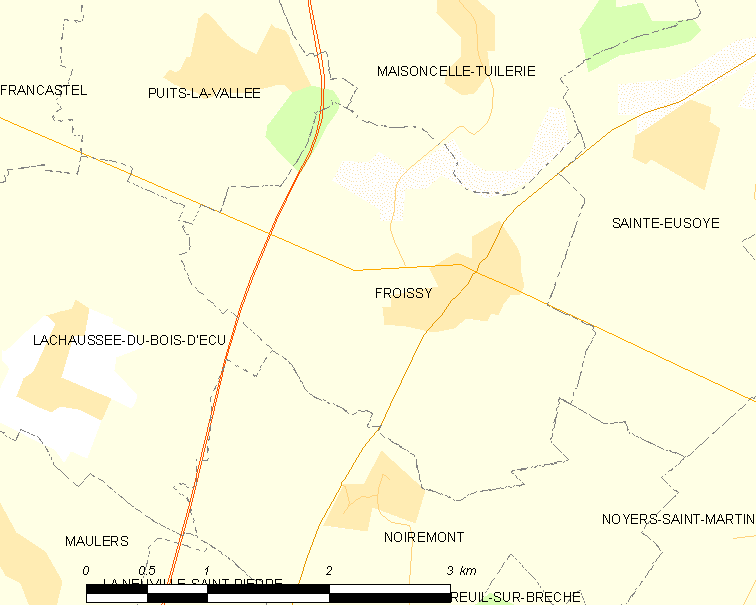
弗鲁瓦西的OSM定位图

弗鲁瓦西的时区为UTC+01:00、UTC+02:00（夏令时）。

## 行政
弗鲁瓦西的邮政编码为60480，INSEE市镇编码为60265。

## 政治
弗鲁瓦西所属的省级选区为圣瑞斯特昂绍塞县。

## 人口

1962-2008年间弗鲁瓦西人口变化图示

弗鲁瓦西于2022年1月1日时的人口数量为966人。